# Listni zavijači
Listni zavijači (znanstveno ime Tortricidae) so velika družina nočnih metuljev in edina družina v naddružini zavijačev (Tortricoidea). To so majhni metulji s krili, največkrat obarvanimi rjavo, rumenorjavo ali sivo, pogosto s temnimi vzorci.  Sprednji par ima pogosto konico pravokotne oblike. Nekatere vrste imajo tudi pisana krila z lisami s kovinskim leskom. Zlagajo jih strehasto nad zadkom in imajo med mirovanjem valjasto obliko. Za samice so značilne velike, ploščate krpe leglice.
Družina je dobila ime po tem, da gosenice nekaterih vrst zvijajo rastlinske liste, s katerimi se prehranjujejo. Gosenice drugih vrst vrtajo v poganjke, plodove in druge dele rastlin; predvsem vrste, katerih gosenice živijo v skupinah, lahko povzročajo mnogo škode na ekonomsko pomembnih rastlinah in jih smatramo za škodljivce. Med listne zavijače sodijo nekateri najpomembnejši škodljivci sadnih rastlin in gozdov. Tu izstopa skupina vrst, ki se prehranjuje z različnimi deli jablan, zaradi katere so listni zavijači ekonomsko najpomembnejša družina škodljivcev v pridelavi jabolk. Z vrtanjem po rastlinskem tkivu povzročajo odmiranje in s tem izgubo plodov ali odpadanje listov (defoliacijo), hkrati pa na svoji površini prenašajo druge rastlinske patogene (glive, viruse ipd.), ki z njihovo pomočjo bistveno laže okužijo notranjost. Poleg klasičnega kemičnega zatiranja z insekticidi, ki v tem primeru ni toliko učinkovito, saj so ličinke v notranjosti tkiv zaščitene pred njihovim delovanjem, se poslužujejo pridelovalci predvsem ročnega odstranjevanja napadenih delov rastlin in feromonskih pasti, ki motijo razmnoževanje.
Z več kot 9.400 danes znanimi opisanimi vrstami so listni zavijači ena večjih družin metuljev. Tudi v Sloveniji predstavljajo z okrog 340 opisanimi vrstami več kot desetino vseh za slovensko ozemlje znanih vrst metuljev.